# Jagad (film, 1952)
Jagad (engelska: Hunted) är en brittisk kriminaldramafilm från 1952 i regi av Charles Crichton.

## Utmärkelser
Jagad vann Guldleoparden vid Internationella filmfestivalen i Locarno 1952.

## Rollista i urval
- Dirk Bogarde - Chris Lloyd
- Elizabeth Sellars - Magda Lloyd
- Jon Whiteley - Robbie
- Kay Walsh - Mrs. Sykes
- Frederick Piper - Mr. Sykes
- Jane Aird - Mrs. Campbell
- Jack Stewart - Mr. Campbell
- Geoffrey Keen - DI Drakin
- Douglas Blackwell - DS Grayson